# Утекаевка
Утекаевка — исчезнувшая деревня в Хиславичском районе Смоленской области России.
Была расположена в 3 верстах к северу от современной деревни Доброхотовка на ручье, впадающем в речку Трахотинку.

## История
Деревня есть уже на планах 1780—1790 годов.
По спискам 1859 года в ней было 10 дворов и 84 жителей.
В 1926 году в Утекаевке 31 двор.
В справочнике 1981 года говорится, что деревня уже не существовала, а в систематических списках находилась только до 1966 года.